# نادر مشایخی
نادر مشایخی (زادهٔ ۵ آذر ۱۳۳۷ در تهران) آهنگساز، رهبر ارکستر و بازیگر  است. والدین او جمشید مشایخی و گیتی رئوفی هستند.
نادر مشایخی کنسرتی تحت عنوان رویداد شنیداری میان کنش بیست و دوم دی ماه ۹۸ در تالار وحدت به تهیه کنندگی خانه تئاتر زروان اجرا کرد.
نادر مشایخی در فیلم سامورایی در برلین نیز به ایفای نقش پرداخت.

## زندگی هنری
وی پس از پایان تحصیلات ابتدایی در تهران، به هنرستان عالی موسیقی راه یافت و پس از آن تحصیلات خود را در دانشگاه موسیقی وین در اتریش و در رشتهٔ آهنگسازی، رهبری و موسیقی الکترونیک ادامه داد و با درجهٔ ممتاز فارغ‌التحصیل شد.
مشایخی در سال ۲۰۰۱ «آنسامبل وین ۲۰۰۱» را تشکیل داد و از همان سال‌ها رهبری گروه‌هایی چون وین ۲۰۰۱ و کاپلا کوندورتا و همکاری با هنرمندانی چون هانا شیگولا را آغاز کرد. همسر وی گیسلا مشایخی بییر (Gisela Mashayekhi-Beer) نیز نوازنده فلوت است.
از دیگر فعالیت‌های این آهنگساز شرکت در جشنواره‌های موسیقی در اروپا، آمریکا و آسیا، رهبری ارکستر سمفونیک تهران و اجرای کنسرت با این ارکستر در اتریش (دو بار) و آلمان، تدریس در دانشگاه تهران، دانشکدهٔ موسیقی دانشگاه هنر، دانشکدهٔ صدا و سیما، کنسرواتوار تهران و دانشگاه جامع علمی کاربردی اشاره کرد.
وی پس از آنکه علی رهبری ارکستر سمفونیک تهران را در تابستان ۱۳۸۴ رها کرد، رهبری این ارکستر را عهده‌دار شد و چندی بعد در کنسرتی با حضور سفیر جمهوری اسلامی در برلین، ارکستر را در جشنوارهٔ ازنابروک (آلمان) رهبری کرد.
در میان تجربه‌های مشایخی در زمینهٔ آهنگسازی می‌توان به ساخت ۹۶ قطعه برای سُلو، موسیقی مجلسی، موسیقی ارکستری و اپرا، ساخت سمفونی فیه ما فیه (سه اثر)، اپرای ملکوت، قطعهٔ ارکستریِ پشیمانی کنتیمنتو، مجموعهٔ تولدی دیگر (روی ترجمهٔ آلمانی اشعار فروغ فرخزاد)، اجرای پروژه‌های موسیقی تلفیقی اصیل ایرانی در همکاری با هنرمندانی چون حسین علیزاده و هوشنگ ظریف (فستیوال سالزبورگ) و ساخت سمفونی مولانا برای صدا و سیما اشاره کرد. وی همچنین در پی کشف کیفیت موسیقایی متفاوتی در کارهای عالیم قاسمف، آثاری را با این هنرمند آذری و دخترش «فرغانه قاسمف» اجرا کرده‌است.
مشایخی، پس از اینکه از رهبری ارکستر سمفونیک تهران در سال ۱۳۸۶ کنار گذاشته شد (یا کناره‌گیری کرد) (منوچهر صهبایی رهبری ارکستر سمفونیک تهران را عهده‌دار شد)، به شکل‌دهی ارکستر مجلسی و فیلارمونیک تهران پرداخت.
فرانک شفر، فیلمساز هلندی، فیلمی مستند از زندگی نادر مشایخی ساخته‌است.
در سال ۱۳۸۵ در فستیوال موسیقی وین - یکی از معتبرترین فستیوال‌های موسیقی - از نادر مشایخی تقدیر شد. در این مراسم که با نمایش اجرای دو اثر از جان کیج (قطعه ۴ و ۷) در تهران و اثری از مشایخی با عنوان "استخوان ایشانگو" در قالب فیلم مستند شفر همراه بود، وی دربارهٔ مشایخی گفت: "در بیست سال گذشته بهترین اجرای آثار کیج را در تهران شنیدم. فیلم‌های من بعد از آشنایی با نادر مشایخی با یک تحول روبرو شده‌است و در حال حاضر ترجیح می‌دهم موسیقی ایشان را بشنوم.
مشایخی در ماه‌های پایانی سال ۱۳۹۰ خورشیدی به تهران بازگشت و در اردیبهشت سال ۱۳۹۱، آثاری از «جان کیج» را با دانشجویان موسیقی در «شهر کتاب ابن سینا» اجرا کرد که می‌توان آن را آغاز مجدد اجراهای منحصر به فرد «کیج» توسط او در تهران دانست.
نادر مشایخی از سال ۱۳۹۳ به عنوان رهبر ارکستر شهر تهران برگزیده شد و به اجرای کنسرتهای متعدد پرداخت وی از سال ۹۲ تا به حال به تدریس رهبری ارکستر و آهنگسازی و تاریخ موسیقی مشغول است. مشایخی همچنین از سال ۱۳۹۵ خورشیدی رهبری اینتر-ارکستر تهران و از سال ۱۳۹۶ خورشیدی رهبری ارکستر مجلسی همدان را برعهده دارد.
در مورد زندگی و آثارِ او تابه حال، چندین فیلم و کتاب تهیه شده‌اند.
ارکستر فیل‌هارمونی جوانِ تهران، بودن و نبودن، گذران، پریشانی و کتاب‌های نادر مشایخی که در بارنز و نوبل ارائه شده‌اند. آثار او در پخش زمان ـ وین، برلین بچاپ رسیده‌اند.
نادر مشایخی در فیلم «اینجا همه چیز خوب است» به کارگردانی پوریا آذربایجانی بازی کرده‌است که نامزدی بهترین بازیگر مکمل مرد را در جشنواره بین‌المللی فیلم یاس (۱۳۹۳) در پی داشت.
وی در سال ۱۳۹۷ آهنگسازی نمایش «شاه لیر» به کارگردانی «مسعود دلخواه» را بر عهده داشت.
۱۳۹۷ بازی در فیلم سینمایی سامورایی در برلین

### بیماری ام‌اس
نادر مشایخی مبتلا به ام‌اس است.
همچنین او در سال ۱۳۹۶ کنسرتی خیریه به نفع بیماران ام‌اس برگزار کرد.